# Smile (álbum de Brian Wilson)
Smile —estilizado como SMiLE en la portada— es el quinto álbum de estudio del músico estadounidense Brian Wilson, publicado por la compañía discográfica Nonesuch Records en septiembre de 2004. El disco recoge el proyecto homónimo, un álbum de The Beach Boys basado en el sencillo «Good Vibrations», con la colaboración de Van Dyke Parks en las letras y programado como sucesor de Pet Sounds. El proyecto, archivado por problemas de salud de Wilson, fue retomado treinta y cinco años después por el músico y completado con el propósito de interpretarlo en directo con su propia banda, The Wondermints, al margen de The Beach Boys.
Después de varios conciertos que obtuvieron el elogio casi unánime de la prensa musical, Wilson publicó una versión de estudio como nuevo álbum en solitario, apenas dos meses después de lanzar Gettin' In Over My Head. Smile obtuvo un éxito similar, con reseñas favorables de la prensa musical y una puntuación de 97 sobre 100 en la web Metacritic, y ganó un Grammy en la categoría de mejor interpretación instrumental de rock por la canción «Mrs. O'Leary's Cow».
El material de archivo de las sesiones originales de Smile fueron publicadas finalmente en la caja recopilatoria The Smile Sessions en 2011, con motivo del cincuenta aniversario del grupo. El álbum incluyó una reconstrucción del álbum Smile que sigue la plantilla de lista de canciones nunca antes establecida hasta el lanzamiento de la versión de Wilson en solitario.

## Historia

### Smile
El álbum Smile, que iba a ser grabado por The Beach Boys, fue ideado por Brian Wilson y Van Dyke Parks como algo explícitamente estadounidense en estilo y temática, motivado principalmente por la invasión británica y el dominio británico sobre la cultura pop en aquel momento.
El fracaso inicial por completar Smile fue atribuido a varios factores: resistencias internas hacia el proyecto, batallas legales con Capitol Records, dificultades técnicas por la complejidad de la grabación y las limitaciones de las consolas de grabación de la época, así como la escalada en el consumo de drogas por parte de Brian Wilson y sus crecientes problemas mentales.
Otro de los motivos por los que se desvaneció la producción del nuevo álbum se debió al momento en que Wilson escuchó el «Strawberry Fields Forever» de The Beatles. Michael Vosse describió la vez en que, estando él presente en un auto con Brian, sonó «Strawberry Fields Forever» por la radio: «Él solo movió la cabeza y dijo: 'Lo hicieron ya', y yo le dije: '¿Ellos hicieron qué?', y él dijo: 'Lo que yo quería hacer con SMiLE - ¿tal vez sea demasiado tarde?'». Semanas después de la cancelación de SMiLE, se publicó el Sgt. Pepper's Lonely Hearts Club Band de The Beatles.
En 2014, durante el rodaje de Love & Mercy, película biográfica de Brian Wilson, se le preguntó que de haber sido publicado, ¿Smile hubiera vencido al Sgt. Pepper's de The Beatles?, él contestó: «El Sgt. Pepper's nos hubiera pateado el trasero»

### Resurrección

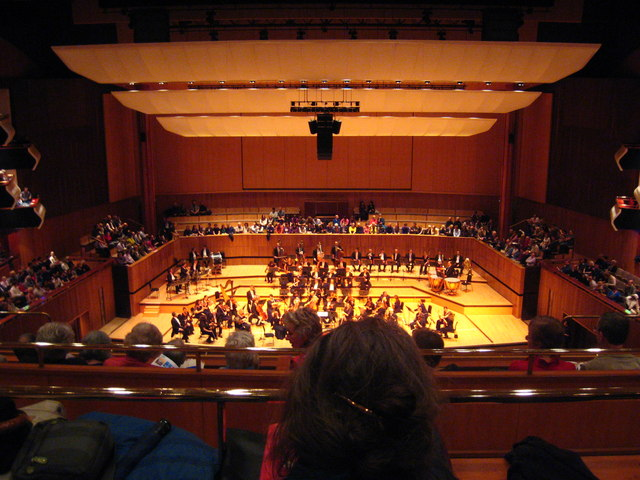
Wilson debutando el material de Smile en el Royal Albert Hall.

Después de muchos años preguntándole sobre la posibilidad de completar el álbum, o interpretar las canciones en directo, Wilson comenzó a tocar varias canciones en su estudio personal. A finales de 2003, decidió no solo revisar y completar el álbum usando sus propios recuerdos de la época, sino que sorprendió a muchos compañeros al decidir interpretarlo en conciertos. La nueva versión del álbum fue subsanada por la adición de nuevas letras compuestas por Van Dyke Parks que rellenaron los vacíos dejados en las sesiones originales, grabadas por The Beach Boys entre 1966 y 1967.
Darian Sahanaja, integrante del grupo de Wilson, fue una parte integral en la finalización de Smile. El propio Sahanaja dijo que actuó como secretario, facilitando las ideas de Wilson y Park y ayudando a probar ideas secuenciando canciones individuales mediante el uso de Pro Tools en una estación de trabajo de audio digital:

«Le di todo lo que podíamos encontrar como archivos de Pro Tools multipista, para que él y Brian pudiesen escuchar las canciones lo más aisladas posible, aprenderlas y enseñar las partes a la banda, y trabajar en los sonidos. Con el material de Brian en ese periodo, si tratas de analizarla desde el producto final, especialmente cuando tienes voces por encima de los instrumentos musicales, nunca vas a conseguirlo por completo».

Parks no participó inicialmente en el proyecto. Durante los ensayos entre Wilson y Sahanaja para la canción «Do You Like Worms?», aun sin terminar, Wilson fue capaz de recordar la melodía original del tema, pero no la letra. Frente a este problema, telefoneó a Parks para que le ayudara, quien se presentó al poco tiempo en el estudio. Ambos extendieron su colaboración en otras letras y arreglos del proyecto. Para las nuevas versiones, Wilson, Parks y Sahanaja, junto con Paul Mertens, basaron los arreglos musicales en cintas inéditas de The Beach Boys con el fin de darle un sonido actualizado y a la vez menos anacrónico.

### Presentación

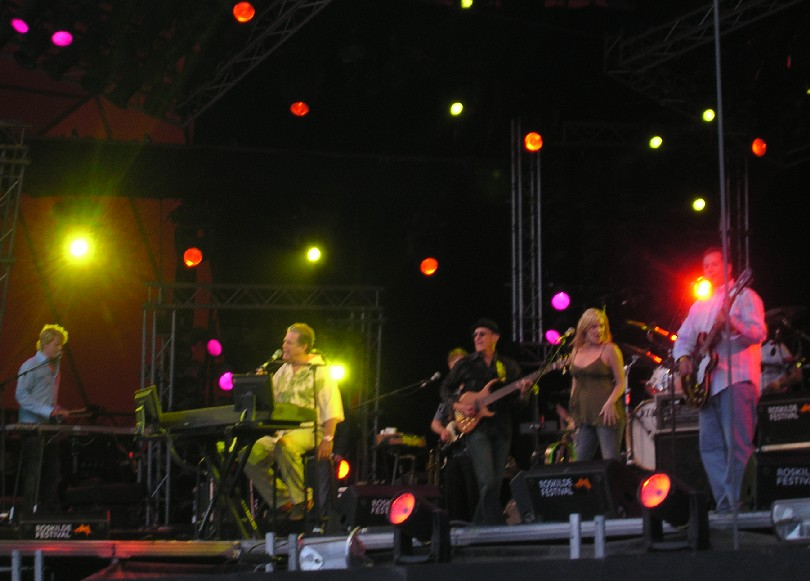
Wilson organizó una banda para interpretar Smile en directo entre 2004 y 2005.

Smile sigue un viaje musical a través de los Estados Unidos desde el este al oeste, comenzando en Plymouth Rock y terminando en Hawái, así como un recorrido por algunos de los grandes temas de la historia y la cultura estadounidenses. Dicho viaje parece cronológico, pasando de los Estados Unidos antiguos a través de la era victoriana y terminando en Hawái, que se convirtió en un nuevo ingresó en la Unión en 1959. En posteriores entrevistas para promocionar el álbum, Wilson se concentró en destacar las cualidades felices y humorísticas de la música. Parks, por otra parte, comentó que Brian tiene una «conciencia de dibujos animados».
Su categorización dentro de un determinado género musical ha sido sujeto de controversia. Al respecto, el crítico musical Jim DeRogartis categorizó Smile como un álbum de pop orquestal, mientras que Mikael Wood, de la revista Slate, lo definió como un álbum de pop psicodélico. Greg Kot, de Chicago Tribune, lo calificó como un «extravagante ciclo de canciones de pop orquestal». No obstante, el propio Wilson definió Smile como un simple álbum de pop.
Smile se presentó como un ciclo de canciones dividido en tres movimientos. La primera sección representa la historia estadounidense antigua, desde Plymouth Rocks hasta el lejano oeste, la sociedad rural y la construcción del ferrocarril. Dicha sección comienza con «Our Prayer», unida a una canción doo wop de la década de 1950 titulada «Gee». La canción da paso a «Heroes and Villains», que incluye los versos: «My children were raised, you know they suddenly rise, they started slow long ago, head to toe, healthy, wealthy and wise» (en español: «Mis hijos fueron criados, ya sabes que de repente crecen, comienzan lentamente hace mucho tiempo, de pies a cabeza, sanos, ricos y sabios»), que enlaza con la temática de la infancia y la paternindad del segundo movimiento.
«Roll Plymouth Rock» retoma en parte el tema de «Heroes and Villains» e incluye letras sin sentido con sonido hawaiano en un tema que aborda la tercera suite. La canción «Barnyard» incluye a miembros de la banda imitando animales de corral. Por otra parte, el sonido de metales presentes en «Cabin Essence» se repite en «Workshop», en la tercera suite. Algunos de los temas del segundo movimiento son la infancia y la paternidad, evidentes en «Song for Children» y «Child Is Father of the Man».
El tercer movimiento representa los cuatro elementos clásicos. Comienza con «I'm in Great Shape», que a su vez cuenta con una parte vocal optimista que se oscurece paulatinamente. «I Wanna Be Around» sugiere la reparación física literal de un corazón roto. «Vega-Tables» personifica un interés en la salud y en la forma física que Brian tenía en aquel momento. La canción, al igual que otras del álbum, presenta una calidad humorística, carente de preocupaciones, y representa la Tierra en el tercer movimiento. «On a Holiday», originalmente una pieza instrumental, incluye una repetición de la letra de «Roll Plymouth Rock» y da paso a «Wind Chimes», que representa al «aire» en los «elementos». Esta canción es seguida por el tema del fuego en «Mrs. O'Leary's Cow», cuyo título hace referencia a la presuna causa del gran incendio de Chicago: una vaca que derribó una linterna. La siguiente canción, «In Blue Hawaii», con el elemento «agua», vuelve a hacer referencia al tema anterior.
La última canción de Smile, «Good Vibrations», es la canción más conocida del álbum, debido a su anterior publicación en el álbum de The Beach Boys Smiley Smile. La versión de Wilson sustituyó las aportaciones de Mike Love con versos escritos por Tony Asher, letrista de Pet Sounds. Sin embargo, dado que Asher nunca escribió letras para la versión completa, fue necesario el uso de algunas partes de las letras de Love, que figura en los créditos junto a Asher y a Wilson. «Good Vibrations» pasa en general por tres fases distintas, al igual que el álbum, y hace un uso completo de sonidos de un electroteremín, que hasta 1967 era utilizado principalmente en películas de terror.

## Recepción
Tras su publicación, Smile recibió grandes elogios de la crítica musical de forma casi unánime: obtuvo una puntuación de 97 sobre 100 en la web Metacritic, la puntuación más alta para un álbum contemporáneo excluyendo reediciones y ediciones especiales. La revista Rolling Stone otorgó al álbum cinco estrellas y escribió: «Smile es bello y divertido, totalmente grande». Robert Christgau, que se mostró escéptico sobre el álbum en la década de 1960, también quedó impresionado: «Consideré la leyenda de Smile por entonces aire caliente, esta recreación demuestra que mucho más que hacer de ella». Scott Reid también escribió una reseña favorable: «Desafiando todos los miedos de los seguidores, sin mencionar varias leyes de la lógica y la naturaleza, Smile ha llegado tan increíble e innovador como cualquiera de nosotros podía haber esperado». Por otra parte, Pitchfork Media galardonó al álbum con una puntuación de nueve sobre diez y lo nombró como el quinto mejor álbum de 2004 y el 25º mejor disco publicado entre 2000 y 2004. John Bush, de Allmusic, comentó que Smile era «una pieza muy unificada e irresistible de música pop», aunque también añadió que «no hay cuenca musical a la par que Sgt. Pepper's Lonely Hearts Club Band o la obra maestra de Wilson, Pet Sounds».
Smile también recibió múltiples nominaciones en la 46.ª entrega de los premios Grammy, incluyendo en las categorías de mejor álbum de pop vocal y mejor arreglo para álbum no clásico. El álbum ganó un único Grammy en la categoría de mejor interpretación instrumental de rock por la canción «Mrs. O'Leary's Cow». En diciembre de 2009, la revista Rolling Stone situó a Smile en el puesto 88 de su lista de los cien mejores álbumes de la década.
A nivel comercial, Smile fue uno de los álbumes más exitosos de la carrera en solitario de Wilson: alcanzó el puesto trece en la lista estadounidense Billboard 200, mientras que en el Reino Unido llegó al puesto siete, donde fue certificado como disco de oro al superar las 100 000 copias vendidas.

## Lista de canciones
Todas las canciones escritas y compuestas por Brian Wilson y Van Dyke Parks excepto donde se anota. 
| Movimiento uno |                                                                                             |          |  |
| N.º            | Título                                                                                      | Duración |  |
| 1.             | «Our Prayer / Gee» (Brian Wilson, William Davis, Morris Levy)                               | 2:09     |  |
| 2.             | «Heroes and Villains»                                                                       | 4:53     |  |
| 3.             | «Roll Plymouth Rock»                                                                        | 3:48     |  |
| 4.             | «Barnyard»                                                                                  | 0:58     |  |
| 5.             | «Old Master Painter / You Are My Sunshine» (Haven Gillespie/Jimmie Davis, Charles Mitchell) | 1:55     |  |
| 6.             | «Cabin Essence»                                                                             | 3:27     |  |

| Movimiento dos |                              |          |  |
| N.º            | Título                       | Duración |  |
| 7.             | «Wonderful»                  | 2:07     |  |
| 8.             | «Song for Children»          | 2:16     |  |
| 9.             | «Child Is Father of the Man» | 2:18     |  |
| 10.            | «Surf's Up»                  | 4:07     |  |

| Movimiento tres | |          |  |
| N.º             | Título | Duración |  |
| 11.             | «I'm In Great Shape / I Wanna Be Around / Workshop» (Brian Wilson/Van Dyke Parks, Johnny Mercer/Sadie Vimmerstedt, Wilson) | 1:56     |  |
| 12.             | «Vega-Tables» | 2:19     |  |
| 13.             | «On a Holiday» | 2:36     |  |
| 14.             | «Wind Chimes» | 2:54     |  |
| 15.             | «Mrs. O'Leary's Cow» (Brian Wilson)                                                                                        | 2:27     |  |
| 16.             | «In Blue Hawaii» | 3:00     |  |
| 17.             | «Good Vibrations» (Brian Wilson, Tony Asher, Mike Love)                                                                    | 4:36     |  |

| Temas extra (edición en vinilo) |                                      |          |  |
| N.º                             | Título                               | Duración |  |
| 18.                             | «Heroes and Villains» (Instrumental) | 4:46     |  |
| 19.                             | «Cabin Essence» (Instrumental)       | 3:27     |  |
| 20.                             | «On a Holiday» (Instrumental)        | 2:36     |  |
| 21.                             | «Wind Chimes» (Instrumental)         | 2:54     |  |

## Personal
- Brian Wilson: compositor, voz y teclados
- Van Dyke Parks: compositor (excepto en «Good Vibrations»)
- Tony Asher: compositor (en «Good Vibrations»)
- Mike Love: compositor (en «Good Vibrations»)

Brian Wilson Band
- Scott Bennett: voz, guitarra, mazo y teclados
- Nelson Bragg: voz, percusión y silbato
- Jeffrey Foskett: voz, guitarra y martillo
- Probyn Gregory: voz, guitarra, instrumento de viento-metal y electroteremín
- Jim Hines: batería, mazo, sierra y efectos de sonido
- Bob Lizik: bajo y guitarra
- Paul Mertens: instrumento de viento, saxofón y armónica
- Taylor Mills: voz y taladradora
- Darian Sahanaja: voz, teclados, mazo y taladradora
- Nick Walusko: voz y guitarra

Stockholm Strings 'n' Horns
- Staffan Findin: trombón
- Andreas Forsman: violín
- Erik Holm: viola
- Anna Landberg: chelo
- Malin-My Nilsson: violín
- Björn Samuelsson: trombón
- Victor Sand: saxofón, flauta y clarinete
- Markus Sandlund: chelo

## Posición en listas
| País           | Lista                | Posición |
| -------------- | -------------------- | -------- |
| Alemania       | Media Control Charts | 22       |
| Australia      | ARIA Albums Chart    | 17       |
| Estados Unidos | Billboard 200        | 13       |
| Reino Unido    | UK Albums Chart      | 7        |
| Suecia         | Swedish Albums Chart | 23       |